# Bikin (fiume)
Il Bikin (in russo Бики́н?) è un fiume della Russia estremo-orientale (Territorio del Litorale e di Chabarovsk), affluente di destra dell'Ussuri (bacino idrografico dell'Amur).
Nasce e scorre per la maggior parte del suo percorso nella parte centrale della catena dei Sichotė-Alin', nella parte nord del Territorio del Litorale (rajon Požarskij). Il fiume fluisce con direzione mediamente meridionale nel suo alto corso, per poi volgere il suo corso verso occidente, direzione che manterrà fino alla foce. Nel suo tratto terminale il fiume entra nel Territorio di Chabarovsk; sfocia infine nell'Ussuri dalla destra, di fronte alla città cinese di Raohe.
Il Bikin corre per la maggior parte del suo corso in un territorio montano, in larghi tratti praticamente disabitato; pochi sono i centri urbani toccati dal fiume nel suo corso, il maggiore dei quali è la cittadina omonima, a pochi chilometri dalla foce. I suoi maggiori affluenti sono Alčan e Ključevaja dalla destra idrografica, Zeva dalla sinistra.